# Ellisella elongata
Ellisella elongata is een zachte koraalsoort uit de familie Ellisellidae. De koraalsoort komt uit het geslacht Ellisella. Ellisella elongata werd in 1766 voor het eerst wetenschappelijk beschreven door Pallas. 